# Ambrosia
A ambrosia, ambrôsia ou ambrósia (em grego: ἀμβροσία), também chamada Manjar dos Deuses do Olimpo, era um doce com divino sabor, teria poder de cura e, se um ser mortal comum o comesse, morreria (segundo a mitologia grega original). Conta a história que, quando os deuses a ofereciam a algum humano, este, ao experimentá-la, sentia uma sensação de extrema felicidade. O nome "Ambrósio", que vem da mesma raiz da língua grega, significa "divino e imortal". Conforme a mitologia grega, esse manjar era tão poderoso ao ponto de ressuscitar qualquer um: bastava apenas que alguém deitasse o alimento em sua boca.
A história do doce possui diversas variações. Segundo alguns mitos, se semideuses o consumissem em excesso, explodiriam em chamas. Consoante fontes da mitologia, era o alimento dos deuses olímpicos, enquanto o néctar seria a sua bebida. Ambos teriam uma agradabilíssima fragrância e poderiam ser usados como perfume.
É também o nome de um doce originário da Península Ibérica, popular também no interior do Brasil, feito de leite, ovos e açúcar. É um dos doces mais típicos da culinária do Rio Grande do Sul. No Brasil, também é conhecido como "doce de ovos", ou doce de leite de bolinhas, devido à forma que este possui quando pronto para consumo.

## Mídia
No jogo Rimworld, a ambrósia é uma fruta rara e viciante que, quando consumida, produz euforia, felicidade e recreação. Só aparece naturalmente através de eventos do jogo e não pode ser cultivada, apenas obtida com Mods.
No jogo Space Station 13, vários codes utilizam a ambrósia como uma planta cultivável e mutável, de difícil obtenção, considerada ilegal pela Space Law, devido aos seus efeitos alucinógenos e na saúde.
Nos jogos The Sims 3 e The Sims 4, a ambrósia também é uma refeição que rejuvenesce os Sims, e tem a capacidade de ressuscitar Sims Fantasmas.
No jogo Breath of Fire IV, a ambrósia é um item usado para restaurar todo HP dos dragões de Ryu e Fou-Lu.
Na série Battlestar Galáctica, a ambrósia é uma bebida alcoólica, semelhante ao absinto.
Na série de livros Percy Jackson e os Olimpianos, funciona de maneira igual a premissa da mitologia grega original, podendo ser consumida pelos também pelos semideus. Também foi vista a ambrósia na adaptação no filme Percy Jackson & the Olympians: The Lightning Thief de 2010, dirigido por Chris Columbus.
No jogo de Ikariam, a ambrósia é um tipo de "moeda de troca" que se paga para obter mais benefícios.
No livro O Poder do Súcubo, da escritora Richelle Mead, a ambrósia é o alimento dos Deuses, usado por alguns humanos no livro como uma droga para otimizar os seus talentos.
Nas séries de televisão Xena: A Princesa Guerreira e Hercules: The Legendary Journeys, a ambrósia é apresentada como uma gelatina em forma de flor e de cor âmbar ou em cápsulas, apenas consumida por Hércules. Quando ingerida por humanos normais, tem a capacidade de torná-los deuses. No entanto, Zeus, por ser o governante supremo do Monte Olimpo, tem a capacidade de remover a divindade obtida pela ambrósia.
Na canção "Estações", da banda Catedral, é citado o termo "ambrósia desse fel", que em sentido poético seria transformar o amargo em doce.
No livro "Biblioteca de Almas", do escritor Ransom Riggs, a ambrósia é uma substância feita a partir de almas de seres peculiares, que aumenta temporariamente o poder de um ser peculiar que a ingerir; porém, tem como efeito colateral diminuir permanentemente as suas habilidades após o término do efeito, causando-lhe a dependência química da ambrósia.